# Eilema postmelanica
Eilema postmelanica är en fjärilsart som beskrevs av Embrik Strand 1917. Eilema postmelanica ingår i släktet Eilema och familjen björnspinnare. Inga underarter finns listade i Catalogue of Life.